# Huerga de Garaballes

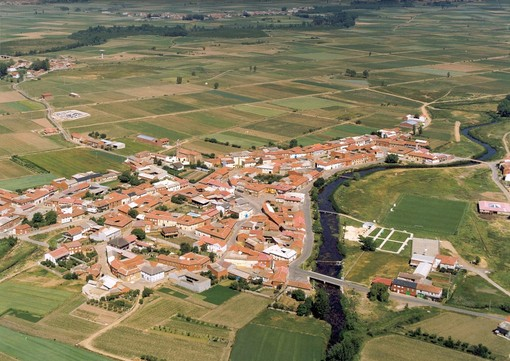
Vista aérea de la localidad

Huerga de Garaballes es una localidad perteneciente al municipio de Soto de la Vega, con 23,7 km², en la provincia de León, España, en el extremo noroccidental de la comunidad autónoma de Castilla y León. Está formada por dos núcleos urbanos: Huerga, el principal, y Garaballes, ambos unidos por una carretrera de menos de 1 km. La localidad pertenece al partido judicial de La Bañeza y está situada entre los cauces de los ríos Tuerto y Órbigo. 
Atraviesa la localidad un reguero denominado "La Huerga", haciendo de ella un pueblo con una buena cuenca hidrográfica, posibilitando el cultivo de plantaciones tanto de secano como de regadío, mayoritariamente. La población, según datos del INE del 2016, es de 381 habitantes, divididos entre sus dos núcleos, Huerga y Garaballes, aunque en los meses de verano la población crece sustancialmente por el regreso de familias que emigraron a otras poblaciones.
Sus orígenes, sin datar por la falta de documentos, se deben a una antigua urbe llamada Huerga Cabada, localizada a los márgenes del río Tuerto, al noroeste de la actual población, cercana al municipio de Santa María de la Isla. Por norma general, este primitivo núcleo tuvo origen en los siglos IX y X en la repoblación de la Reconquista por presura (ocupación de suelo despoblado por orden del rey o clérigos), llevada a cabo por el monarca Alfonso III tras mover la capitalidad del reino de Oviedo a León y su avance de consolidación hasta el Duero. 

Como única sospecha de este antiguo pueblo, está la talla de la Virgen de Villaverde o de la Verdosina, datada en el siglo XII, pues se dice que una Virgen se les apareció a unos pastores cerca del río mientras faenaban, y de ahí surgió la idea de esculpir una talla de una Virgen, que es la patrona del actual Huerga de Garaballes, junto a San Andrés.

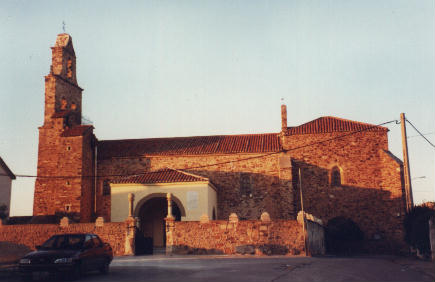
Iglesia de Huerga de Garaballes

El municipio está comunicado por la carretera LE-420 La Bañeza - La Magdalena y cuenta con una economía basada principalmente en el sector primario, siendo la agricultura la actividad que predomina por excelencia. También el sector servicios ha sido incrementado con el paso del tiempo, como la existencia de una tienda de ultramarinos, un bar, dos residencias de ancianos y dos peluquerías, así como un almacén de trigo, construcción y transportes.

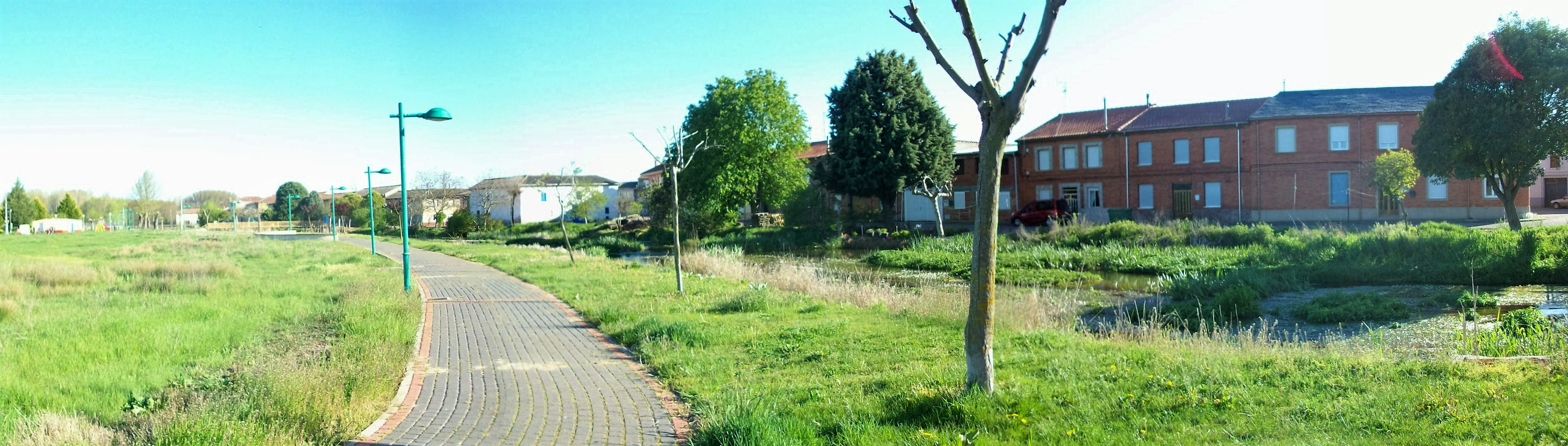
Paseo de Huerga de Garaballes

En su patrimonio destacan la iglesia, de los siglos XV y XVI, que alberga en su interior dos joyas de un valor incalculable, el retablo principal y la talla de la Virgen de la Verdosina, ya mencionada. También el pueblo cuenta con un pendón característico de las tierras leonesas. A nivel cultural, sobresalen la romería de la Verdosina, celebrada el último domingo de mayo, y el festejo del 30 de noviembre, día de San Andrés, celebrando así las fiestas patronales.

## Geografía

### Ubicación
Huerga de Garaballes, perteneciente al municipio de Soto de la Vega, con 23,7 km², está situado al sur de la zona central de la provincia de León, en el valle de los ríos Tuerto y Órbigo, en la zona de transición entre la planicie del Páramo Leonés y los montes de León. Dicho territorio está representado en la hoja MTN50 (escala 1: 50.000) 193 del Mapa Topográfico Nacional.
| Noroeste: Santa María de la Isla   | Norte: Matilla de la Vega | Noreste: Vecilla de la Vega |
| Oeste: Palacios de la Valduerna    |                           | Este: Soto de la Vega       |
| Suroeste: Santa Colomba de la Vega | Sur: La Bañeza            | Sureste: Requejo de la Vega |

## Infraestructuras

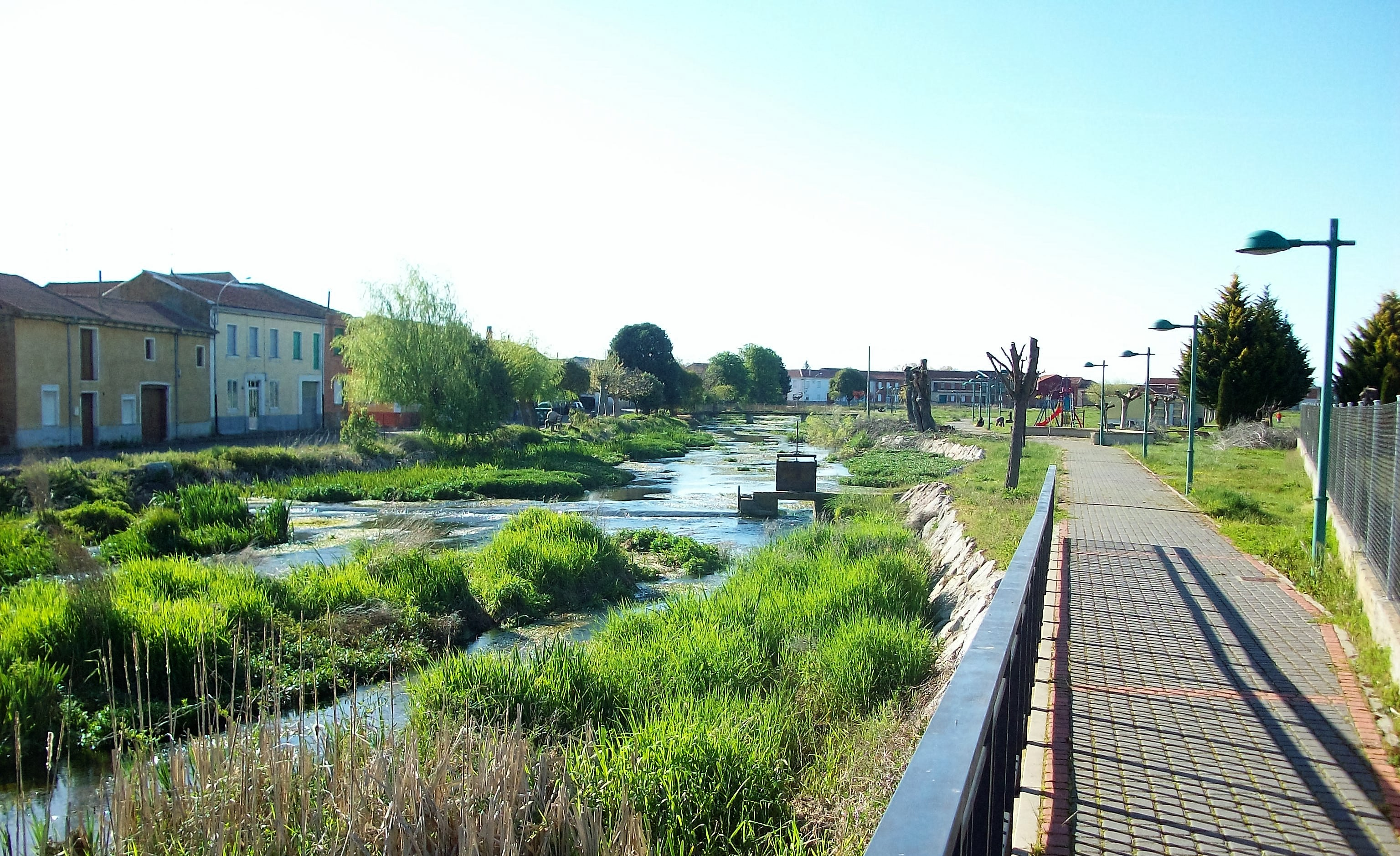
Paseo alrededor de la Zaya

En los últimos años, sobre todo desde la transición en adelante, Huerga ha experimentado una renovación urbanística: se han creado y renovado cuatro puentes, dos para el tráfico rodado (uno de ellos renovado, el "puente de los tubos", por el cual generalmente se accede) y otros dos para uso peatonal. Así mismo se han asfaltado y reasfaltado calles; se ha finalizado la construcción de un depósito de aguas sanitarias en Garaballes que abastece a Huerga, Garaballes y Santa Colomba de la Vega; se ha renovado y ampliado el cementerio, que ahora es propiedad de la Junta Vecinal. También se ha construido una capilla dentro del que a su vez alberga otro retablo también totalmente restaurado; se ha realizado el encauce empedrado de la margen de la Huerga a su paso por el pueblo, obteniéndose como resultado un largo e iluminado paseo a lo largo de toda ella. También se ha realizado el ensanche de las aceras y el asfaltado de la carretera que conduce al pueblo desde la carretera LE-420 y se ha añadido una acera al camino vecinal. A su vez, el pueblo cuenta con un punto de recogida de residuos, abierto al público los viernes de 10:00 a 18:00 horas. Por último, cabe destacar el recién inaugurado velatorio municipal, construido en 2014.
A lo largo de la Huerga o Zaya, como ya se ha mencionado, discurre un paseo peatonal de nueva creación por el que se puede llegar a la zona del complejo recreativo-deportivo, que consta de un campo de fútbol, sede de la Unión Deportiva Garaballes, un polideportivo con canchas de baloncesto, balonmano, fútbol sala, una zona de ocio con un entramado de calles y juegos infantiles, y un parque.
Dentro del pueblo se dispone de alguna que otra zona verde, con césped o alguna isleta floral.
Con todo ello, Huerga de Garaballes es uno de los municipios que más cuentan con una amplia gama de zonas para uso público y de ocio.

### Comunicaciones
El acceso principal está situado en el punto kilométrico 4 de la carretera provincial LE-420 La Bañeza - La Magdalena. Otros accesos secundarios están situados en caminos vecinales, como el que va desde la N-VI, atravesando el puente sobre el río Tuerto, llegando al núcleo de Garaballes.

## Economía
El sector económico principal es el agrícola, dándose en mayor medida el cultivo de regadío, como la remolacha, patatas y maíz, y cultivos de secano, como trigo, cebada y demás cereales. También hay que destacar la ganadería en menor medida. Otros sectores se dividen en la construcción, talleres de diversa índole, transportes y servicios como la presencia de una tienda de ultramarinos y un bar.
Cabe destacar la fábrica de embutidos "Cárnicas del Órbigo S.A.",  situada en el municipio de Soto de la Vega, importante motor de la economía de la comarca, y que por cercanía afecta de forma directa al desarrollo del pueblo.
Existe un coto de caza (LE-10507), en el que las especies más frecuentes son codorniz, perdiz, liebre, conejo, torcaz, y algún que otro zorro y jabalí.

## Servicios
La localidad cuenta con numerosos servicios para la vecindad y los turistas, como un consultorio médico, que forma parte del centro de salud de La Bañeza, en horario de mañana. A su vez, cuenta con una sala de cultura, provista con material electrónico como ordenadores y demás. El pueblo también dispone de una escuela de infantil y primaria, perteneciente al C.R.A. Soto de la Vega. En los meses de invierno, para fomentar las actividades culturales y deportivas, normalmente se llevan a cabo en el salón de actos actividades de ejercicio físico, como pilates y yoga, manteniendo así más saludable la población. A su vez, en el pueblo existe una ruta de bibliobús, acercando la lectura al vecindario.
Respecto al área de hostelería, estética y alimentación, Huerga de Garaballes posee una casa rural, la casa Carea. Así mismo, en la población existen dos peluquerías/centros de estética, y dos residencias de mayores, una situada en el núcleo de Huerga, la residencia de ancianos "Virgen de Covadonga", y otra, más antigua, en Garaballes, la residencia de ancianos "Virgen de Villaverde".
Respecto al transporte, en el cruce de la entrada en el pueblo, en el kilómetro 4 de la carretera LE-420, se dispone de una marquesina en la ruta transitada por la empresa de autobuses Alsa, en su trayecto de León-La Bañeza/ La Bañeza-León.
Finalmente, respecto al área de telecomunicaciones, decir que desde septiembre de 2019 Huerga de Garaballes ya cuenta con un cableado de Fibra Óptica simétrica para la conexión a Internet y TV con velocidad de hasta 100 mb, haciendo más accesible a la nuevas tecnologías a sus ciudadanos.

## Patrimonio
Una de sus principales joyas históricas es la iglesia, que en su interior alberga un valioso retablo recientemente restaurado, así como una talla románica de la Virgen de Villaverde que data del siglo XII, denominada La Verdosina o Virgen de Villaverde. A su parte, como en casi todos los pueblos de León, Huerga posee un pendón, estandarte de origen medieval, compuesto por los colores rojo carmesí, verde y blanco en alternancia.

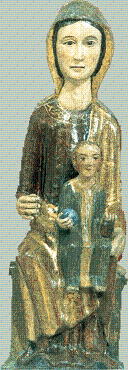
Talla de la virgen de la Verdosina.

### La talla de La Verdosina.
Esta imagen mariana sigue el modelo de la kiriotissa, es decir, entronizada, rígida, coronada y con el Niño sentado sobre las rodillas totalmente de espaldas a ella, pero la talla bien puede estar datada a finales del siglo XII y principios del XIII, pues el niño está apoyado sobre la rodilla izquierda, detalle del románico tardío (anteriormente el Niño se sentaba en el medio). A su vez, la cara de la virgen está dotada de una leve expresividad, propia de esta época. El niño, en su mano derecha, sostiene la bola del mundo, por ser su redentor, y en la mano izquierda, un libro, símbolo de sabiduría. La virgen, a su vez, en su origen debiera de portar algún objeto tal como una manzana, árbol o cualquier elemento de la naturaleza, también símbolo de sabiduría.
La procedencia del nombre La Verdosina no se sabe a ciencia cierta de donde proviene, ya que no existe documentación a este respecto, pero según el saber popular, dicho nombre se debe a que tuvo como habitáculo una ermita o capilla en medio de la pradera próxima al río Tuerto, cercana al barrio actual de Garaballes, donde siglos atrás, existió una población denominada Huerga Cabada , como anteriormente se ha mencionado.

### Retablo de la iglesia.
La iglesia de la localidad, rinde culto a su patrón, San Andrés. El edificio es de origen incierto, pero por varias inscripciones que hay en su interior, pudo haber sido construido en los siglos XV y XVI.

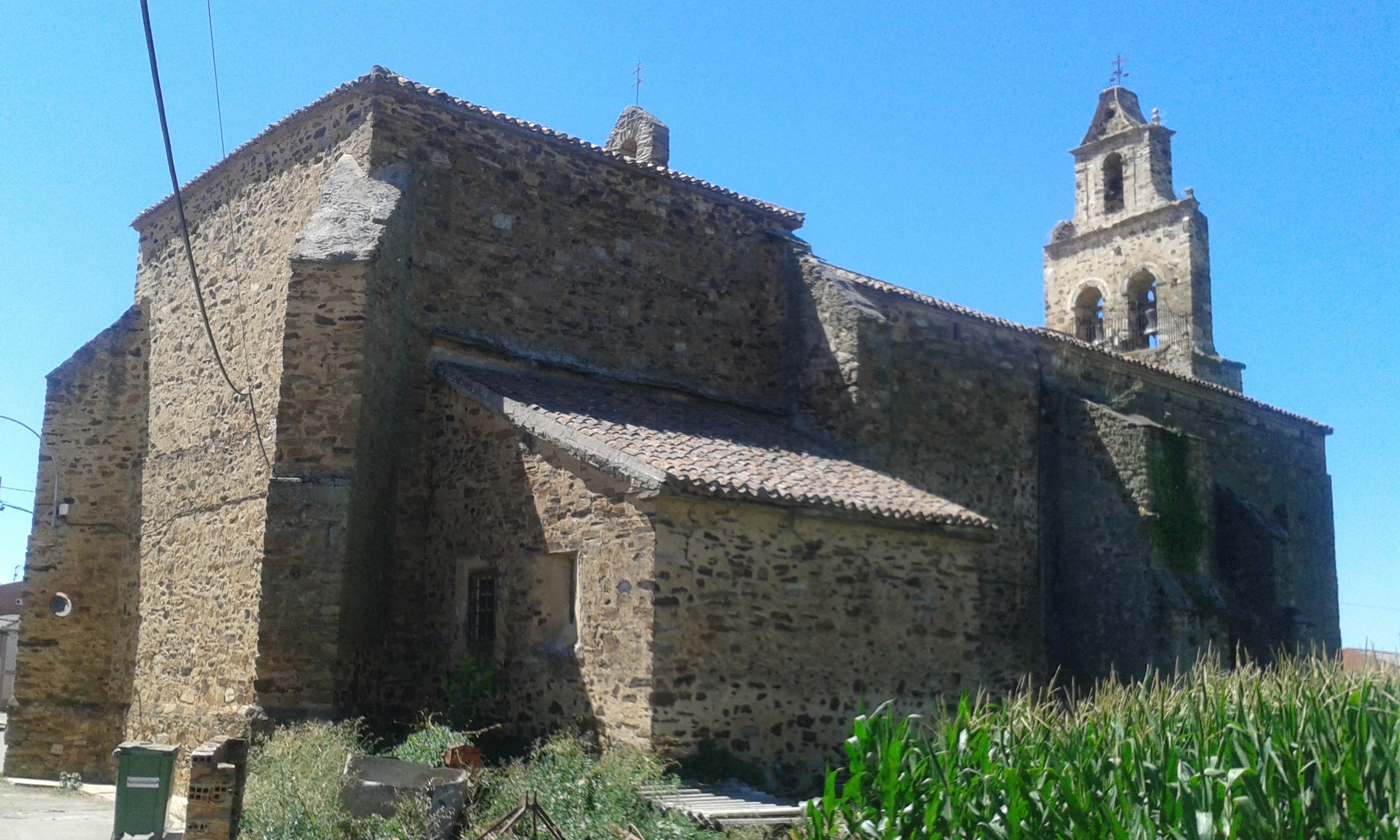
Parte trasera de la iglesia

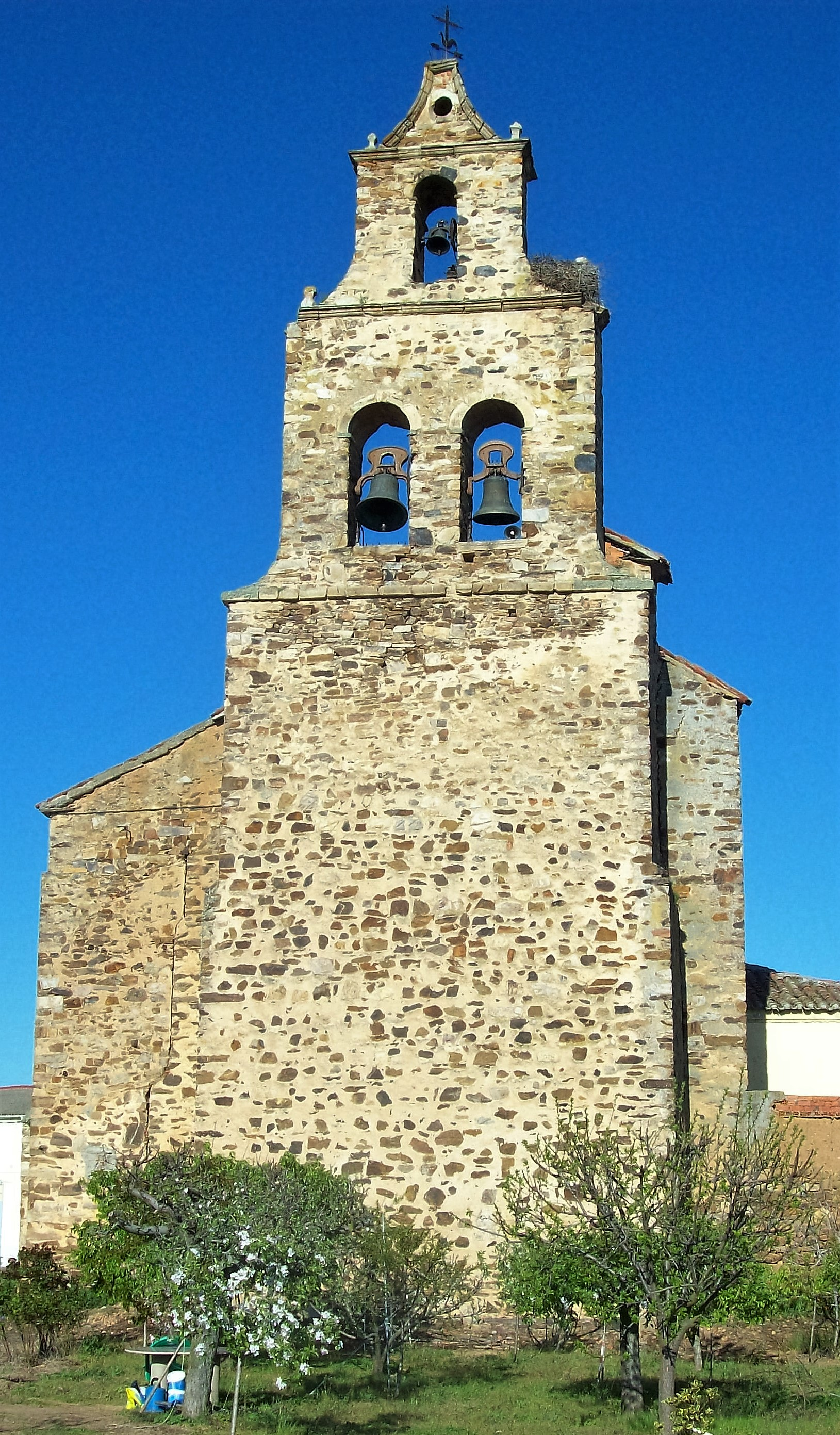
Fachada delantera de la iglesia

El retablo central de la iglesia pertenece a la llamada escuela astorgana, fundada en la segunda mitad del siglo XVI por Gaspar Becerra, creador del retablo mayor de la Catedral de Astorga. Algunos expertos hablan de puntos muy parecidos en ambos retablos. El diseño y ejecución de la mayoría del mismo se le atribuye a Pedro de Villalba, logrando un resultado final bien entendido, diseñado y en conjunto bien realizado. La parte superior o Tercer Cuerpo fue finalizada por Juan de Osinaga bajo la dirección de Gregorio Español, al morir Villalba, y debido a esto esa parte es de una calidad menor, aunque dentro de la misma línea y estilo proyectado. Es un retablo manierista de la Escuela Astorgana. Un primer documento del año 1578 nos proporciona una fecha tope respecto a su comienzo. El 11 de octubre ante el notario astorgano Francisco de Baxo, hubo un concierto entre dos artistas y la fábrica de la parroquial de dicho pueblo sobre la paga de ciertas cantidades. Se contrata pagar a Gonzalo del Valle por hacer la nave de la Iglesia y a Pedro de Villalba por tener a su cargo la realización del retablo mayor. Otro documento de 1594 ante el notario astorgano Hernando de Rabanal, se estima la tasación realizada por los escultores Gregorio Español y Juan Ruiz de Zumeta del trabajo realizado por Villalba (retablo de talla y escultura) en un valor de 20.164 reales por la obra realizada, estimándose el coste total en 40.000 reales, con el fin de saber lo que deberían percibir los herederos de Villalba ya fallecido. Una vez finalizado el retablo, queda por realizar la policromía, que suponía una fuerte suma de dinero en aquella época, sobre todo debido a la gran cantidad de panes de oro utilizados para ello, de la fecha del pintado da fe una leyenda que se puede ver en el retablo que dice:

Siendo cura desta Iglesia el Lcdo. Joan Lechuga, año de 1637, comisario de snto. oficio se pintó este retablo.

A continuación, se describen los componentes del retablo de la iglesia:

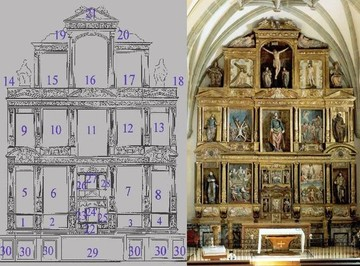
Retablo principal

1-Virtud cardinal de la Templanza 2-Virtud teologal de la Caridad 3-Virtud cardinal de la Fortaleza 4-Virtud teologal de la Fe. 5-Imagen en bulto de San Antón. 6- Jesús entre los Doctores (Tabla en alto relieve) 7-Transfiguracion de Jesús (Tabla en alto relieve) 8-Imagen en bulto de Santo Tirso 9-Imagen en bulto de San Pedro Apóstol 10-Martirio de San Andrés (Tabla en relieve) 11- Imagen en bulto de San Andrés 12-Sentencia y condena de San Andrés (Tabla en relieve) 13-Imagen en bulto de San Pedro Apóstol. 14-Obispo(Imagen en bulto) 15-Jesus con la Cruz a cuestas (Tabla
en relieve) 16-Imágenes en bulto del Calvario con la Santísima Virgen y San Juan) 17-Ecce Homo (Tabla en relieve) 18-Obispo (Imagen en bulto) 19-Imagen femenina representando el Sol(Imagen en bulto recostada) 20- Imagen femenina representando la Luna (Imagen en bulto recostada) 21-Masaccio (Tabla en alto relieve) 22-Puerta del Sagrario (Tabla en alto relieve del Cordero Pascual) 23-Imagen de la Verdosina 24- Cristo Resucitado en relieve (Puerta del Ostensorio) 25- Imagen en bulto de San Juan Bautista 26-Imagen en bulto de San Lázaro 27- Escultura de la virgen de la Asunción 28- Imagen en bulto de San Roque 29- Frontal del Altar (Tabla con relieves ornamentales de orden vegetal) 30- Zócalo o basamentos de piedra labrada con molduras.

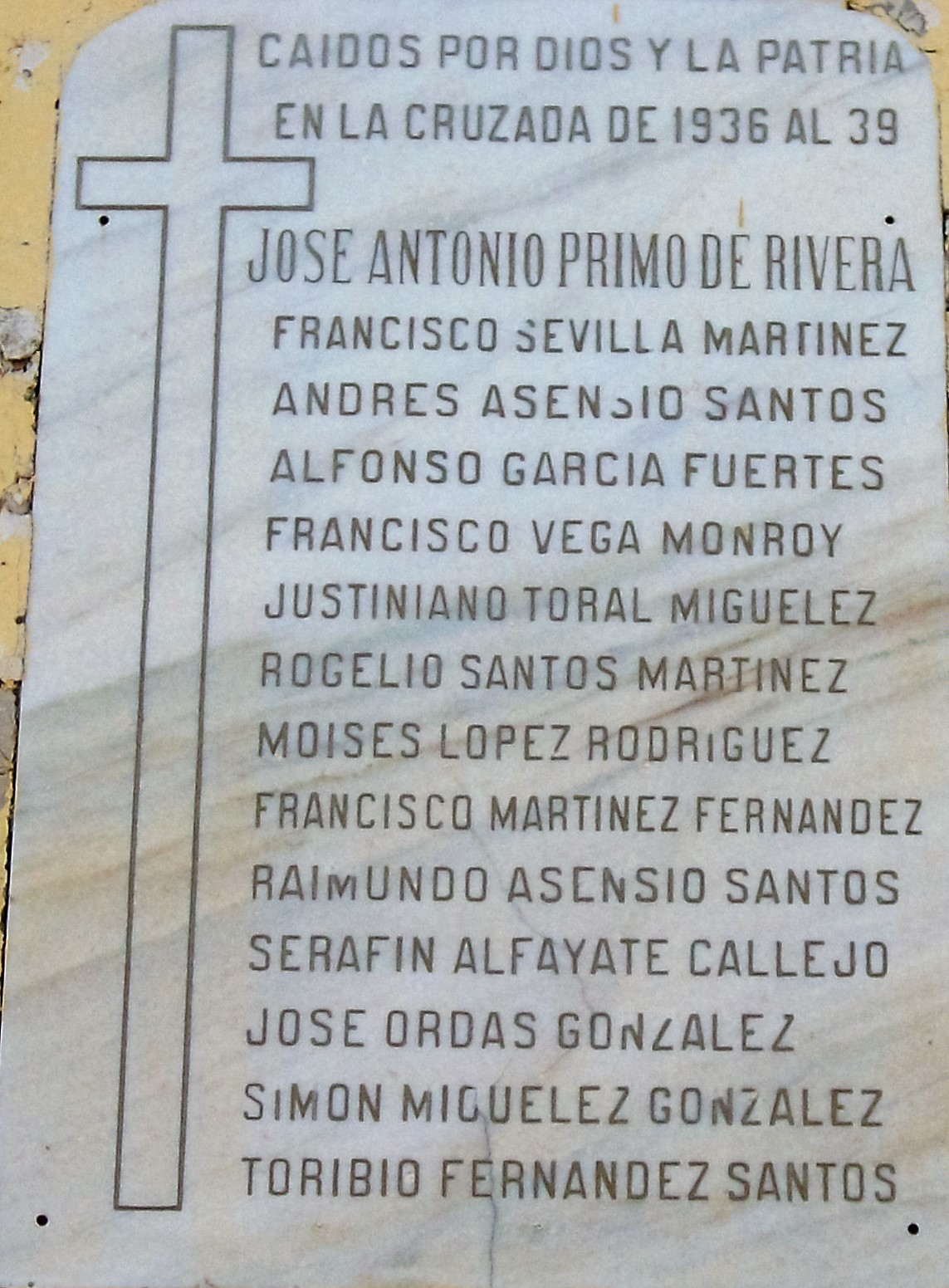
Lápida en honor a los caídos en la Guerra Civil.

### El pendón.
Como en cada pueblo, Huerga posee un pendón compuesto por los colores rojo carmesí, verde y blanco, en alternancia, y que se distingue del resto de pueblos por su disposición rojo, verde, blanco, verde, rojo, verde, blanco, verde y rojo.

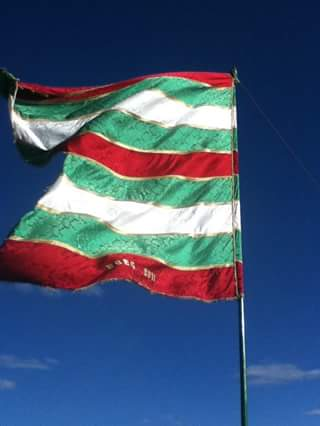
Pendón de Huerga de Garaballes

El pendón, o estandarte, tiene origen medieval militar, pues representaba a la población que lo portaba, en las llamadas "mesnadas", tropas que servían al rey temporalmente, sobre todo, en la época de la reconquista. De aquella, las tropas no estaban uniformadas, y para distinguir el bando amigo del enemigo, se dio cierta importancia a las banderas cuyos colores y escudos heráldicos diferenciaban un bando de otro.Con el paso del tiempo, y el fin de la guerra y las cruzadas, este se fue convirtiendo en un símbolo religioso, lo cual hizo que se le colocara una cruz en su parte más alta, y al final, perdió su valor militar, y pasó a ser un símbolo más bien de carácter cultural, sacado en festejos y actividades culturales en representación de la localidad.
Su estructura está basada en un mástil que puede variar entre 8 y 13 m, del que cuelga una gran tela, o paño escotado, siendo el triángulo superior más grande que el inferior. De la parte más alta, cuelga un cordón o remo, lo cual ayuda al portador a manejarlo en momentos con viento. Para ello, un mozo con un cinto por lo general de cuero, protegiendo la zona lumbar, engancha la parte baja del mástil al cinto y otra persona, el remero, se sitúa en la dirección del viento con el remo en su mano, guiando al mozo y ayudándole a portar el pendón.
Los colores del paño pueden ser varios, siendo los más característicos el rojo carmesí, el verde y el blanco o azul. En el medievo, si el pueblo colaboraba en la ayuda militar al rey, este le concedía un trozo de terciopelo, y lo colocaban en el estandarte a modo de insignia. El principal color, el rojo carmesí, era característico del reino de León, pues fue adoptado por el rey Alfonso VII de León, cuando se coronó Imperator totius Hispaniae (Emperador de toda España), en el año 1135. El verde puede tener dos orígenes: uno es que dicho color era otorgado por la colaboración en la guerra de Sucesión de Castilla (1474-1479) en apoyo a Isabel I la Católica para que fuera Reina de Castilla y la otra posibilidad es que fuera de origen musulmán y fuera adoptado en las guerras de la reconquista. Finalmente, el blanco o azul eran característicos del culto a la virgen, colores adoptados más tarde.
En la actualidad, existe una asociación del pendón, la cual se encarga de recibir a otros pueblos en la romería de la localidad y en portar el pendón en festividades culturales en otras urbes, siendo la más conocida la romería de nuestra señora de Castrotierra, cuando es votada, para acompañarla en su ida y vuelta desde su santuario, en Castrotierra de la Valduerna, hasta la catedral de Astorga, donde se le rinde culto en un novenario para pedirle ayuda frente a cualquier problema que el hombre no es capaz de remediar, como la falta de agua en los campos y la extinción de alguna peste.

## Tradiciones

### Matanza
Esta actividad, típica de la provincia de León, consiste en matar a un cerdo para elaborar los chorizos, el salchichón o similares, que con la llegada del frío invernal, reúne a las familias por estas fechas.

### Romería de la Verdosina

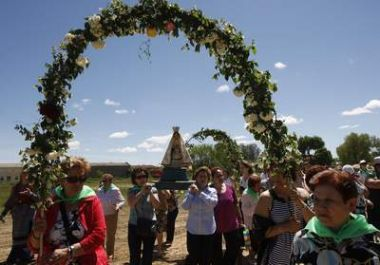
Romería de la Verdosina.

Celebrada en honor a la Virgen de Villaverde en Garaballes el último fin de semana del mes de mayo. Ese día los vecinos suelen a ir a comer a la orilla del río Tuerto, y pasar el día con la familia y amigos, al son de la música tradicional, bailando jotas y celebrando misa.

### Fiestas patronales
Las fiestas patronales de Huerga de Garaballes, dedicadas a su patrón, San Andrés, suelen ser a finales de noviembre, siendo el día 30 de dicho mes el día del santo.
También, por motivos de la festividad del Corpus Christi, la localidad festeja a mediados del mes de junio la celebración religiosa.